# 서지연 (펜싱 선수)
서지연(徐志演, 1993년 3월 3일~)은 대한민국의 펜싱 선수로 주 종목은 사브르이다. 2020년 하계 올림픽에 참가, 여자 사브르 단체전에서 동메달을 획득하였다.

## 경력
2016년 하계 올림픽에 대한민국 국가대표로 참가하여 개인전과 단체전에 출전하였고, 2017년 세계 선수권 대회에서 단체전 준우승을 차지했다.
2020년 하계 올림픽에 참가, 여자 사브르 단체전에서 동메달을 기록하였다.